# Palestinské politické násilí

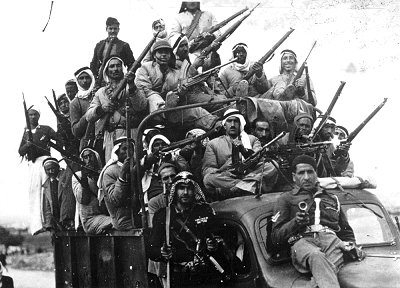
Arabští vojenští dobrovolníci v roce 1947

Mezi běžné cíle politického násilí nebo terorismu ze strany Státu Palestina nebo palestinských nacionalistů patří sebeurčení a svrchovanost nad Palestinou nebo „osvobození Palestiny“ a uznání palestinského státu, a to buď na izraelských a palestinských územích, nebo pouze na palestinských územích. Mezi další cíle patří propuštění palestinských vězňů a právo Palestinců na návrat. Motivace k násilí je způsobena také osobními křivdami, traumaty, či pomstami.
Mezi palestinské skupiny, které se podílí na politicky motivovaném násilí, patří Organizace pro osvobození Palestiny, Fatah, Lidová fronta pro osvobození Palestiny, Lidová fronta pro osvobození Palestiny – Hlavní velení, Demokratická fronta pro osvobození Palestiny, Organizace Abú Nidala, Palestinský islámský džihád a Hamás. Některé z těchto skupin jsou Spojenými státy americkými, Kanadou, Spojeným královstvím, Japonskem, Novým Zélandem a Evropskou unií považovány za teroristické organizace.
Palestinské politické násilí je zaměřeno na Izraelce, Palestince, Libanonce, Jordánce, Egypťany, Američany a občany dalších zemí. Útoky se odehrávají jak v Izraeli a na palestinských územích, tak na mezinárodní úrovni a jsou zaměřeny proti vojenským a civilním cílům. Taktika zahrnuje braní rukojmí, únosy letadel a lodí, házení kamenů a improvizovaných zbraní, používání improvizovaných výbušných zařízení, útoky noži a vozidly, sebevražedné útoky, atentáty apod.
Izraelské statistiky uvádějí, že od vzniku Státu Izrael v roce 1948 bylo v důsledku palestinského politického násilí zabito 3 500 Izraelců. V roce 2022 se většina Palestinců (59 %) domnívala, že ozbrojené útoky proti Izraelcům uvnitř Izraele jsou účinným opatřením k ukončení okupace, přičemž 56 % je podporovalo.